# Hana Ghassan
Hana Ghassan Tuma (nascida Hana Sampaio Ghassan; Belém, 16 de janeiro de 1968) é uma servidora pública, contabilista e política brasileira, filiada ao Movimento Democrático Brasileiro (MDB). É a atual vice-governadora do Pará e, cumulativamente, secretária de Planejamento e Administração do mesmo estado.

## Biografia

### Vida pessoal e formação acadêmica
Hana Ghassan nasceu em Belém, capital do estado do Pará, no ano de 1968. É casada com o médico José Roberto Tuma.
Graduou-se em ciências contábeis pela Universidade Federal do Pará (UFPA).

### Carreira pública
É servidora pública de carreira do estado do Pará, no cargo de auditora fiscal da Secretaria de Estado da Fazenda (Sefa), onde exerceu diversas funções, como delegada de grandes contribuintes e diretora de fiscalização.
Atuou também como Secretária Municipal de Planejamento, Orçamento e Finanças e Secretária Municipal de Saneamento e Infraestrutura da Prefeitura Municipal de Ananindeua e como Secretária Municipal de Finanças da Prefeitura Municipal de Belém.
Em janeiro de 2019, foi nomeada Secretária de Estado de Planejamento e Administração (Seplad), cargo que ocupou até março de 2022, sendo substituída por Ivanildo Ledo. No mês de agosto do mesmo ano, foi confirmada pelo governador Helder Barbalho como candidata a vice em sua campanha de reeleição.
Foi eleita ao cargo de vice-governadora do Pará na chapa de Helder Barbalho, no primeiro turno, com 70% dos votos válidos, sendo uma das seis mulheres vice-governadoras eleitas no Brasil em 2022.
No início de 2025, Ghassan assumiu novamente a Secretaria de Planejamento e Administração, ainda sob a gestão do governador Helder Barbalho.

## Desempenho eleitoral
| Ano  | Eleição           | Partido | Cargo                                           | Votos     | %      | Resultado | Ref    |
| ---- | ----------------- | ------- | ----------------------------------------------- | --------- | ------ | --------- | ------ |
| 2022 | Estaduais no Pará | MDB     | Vice-governadora Titular: Helder Barbalho (MDB) | 3.117.276 | 70,41% | Eleita    | [ 14 ] |